# Natsuki Mugikura
Natsuki Mugikura (japanisch 麦倉 捺木 Mugikura Natsuki; * 22. Mai 1996 in der Präfektur Tokio) ist ein japanischer Fußballspieler.

## Karriere
Mugikura erlernte das Fußballspielen in der Jugendmannschaft von Kashiwa Reysol. Seinen ersten Vertrag unterschrieb er 2015 bei Mito HollyHock. Der Verein spielte in der zweithöchsten Liga des Landes, der J2 League. 2017 wechselte er zum Drittligisten SC Sagamihara. Für den Verein absolvierte er 14 Ligaspiele. 2019 wechselte er zum Ligakonkurrenten Iwate Grulla Morioka. Für den Verein absolvierte er 26 Ligaspiele. 2020 wechselte er zu Tokyo United FC.